# عملیات ثارالله
عملیات ثارالله یکی از عملیات‌های نظامی در جنگ ایران-عراق است که در تاریخ پانزدهم مرداد سال ۱۳۶۱ در ارتفاعات مهمِ مشرف به قصر شیرین (جبهه میانی) اجرا گردید. در این عملیات، ارگانهایی از ارتش و سپاه جمهوری اسلامی ایران شرکت داشتند و هدف از انجام این عملیات، آزادسازی ارتفاعاتِ با اهمیتِ منطقه و تأمین جاده قصر شیرین- سر پل ذهاب بود. در عملیات ثارالله، جاده تدارکاتی نیروهای بعثی ارتش عراق از «پیروزخان» به «تنگ بیشکان» تحت اِشراف و تیررس مستقیم نیروهای ایرانی قرار گرفت.
به نقل از «مرکز مطالعات و تحقیقات جنگ سپاه پاسداران انقلاب اسلامی»، عملیات ثارالله در ساعت چهار و نیم صبحگاهی آغاز گردید و در این عملیات، ۲ گردان از تیپهای «حمزه» و «المهدی» سپاه پاسداران انقلاب اسلامی با پشتیبانی یک گردان تانک از تیپ ۲ زرهی سرپل ذهاب حاضر بودند. در این عملیات که پس از عملیات رمضان اجرا گردید، نیروهای ارتش جمهوری اسلامی ایران و سپاه پاسداران انقلاب اسلامی علاوه بر آزادسازی دو ارتفاعِ مد نظر، شماری از تانکها و نفربرهای زرهی و تعدادی از مهمات و سلاحهای سنگین و نیمه سنگین نیروهای بعثی ارتش عراق را منهدم نموده و در نهایت ۲۹۰ نفر از نیروهای عراقی کشته یا زخمی شدند.